# Bruno Guillain
Pour les articles homonymes, voir Guillain.
Bruno Guillain, né Bruno Lavergne, est un chanteur et acteur français né le 9 janvier 1961 à Tizi Ouzou en Algérie et mort le 14 décembre 2011 dans le 15e arrondissement de Paris.

## Biographie
Après une enfance en banlieue parisienne, à Savigny-sur-Orge, il s'inscrit en 1977 au Cours Cochet. Il décroche en 1978 un rôle dans le film de Michel Lang L'Hôtel de la plage. À la même époque, il interprète en duo avec Dalida les chansons Génération 78 et Ça me fait rêver. En 1979, il entame une carrière solo avec les auteurs et compositeurs de Dalida (Michel Jouveaux, Jeff Barnel, Tony Rallo…) et les Petits chanteurs d'Asnières. Ses chansons touchent les ados de l'époque et connaissent par la suite une belle évolution avec de nouveaux auteurs (C. Loigerot et T. Geoffroy).
Complice de Karen Cheryl dans les années 1980, il travaille avec Sophia Morizet.
Il tourne en 1984 dans le film Premiers Désirs de David Hamilton.
En 1986, Nicolas Dunoyer et Romano Musumarra écrivent et réalisent son dernier single, Shanae Sanaga.
Avec Dave et Patrick Loiseau, il a accompagné les derniers jours du chanteur, producteur et peintre Guy Bonnardot dont il était le compagnon attitré.
Atteint par un cancer des poumons, il succombe des suites de sa maladie.

## Discographie

### Avec Dalida
- 1978 : Génération 78
- 1978 : Ça me fait rêver

### En solo
- 1979 : Ça n'a pas d'importance
- 1979 : T'as pas le droit
- 1979 : Dès qu'un enfant chante avec les Petits Chanteurs d'Asnières
- 1979 : Je leur dis
- 1979 : On joue
- 1979 : Les Bandes dessinées
- 1980 : Holidays
- 1980 : La Maison derrière le mur
- 1981 : Jeannette
- 1981 : Aurélia
- 1984 : Le Père Noël est un rocker
- 1984 : La Fille du vidéo-clip
- 1986 : Shanae Sanaga

## Filmographie
- 1978 : L'Hôtel de la plage de Michel Lang (sous son vrai nom)
- 1978 : Vas-y maman  de Nicole de Buron d'après son roman du même nom
- 1979 : L'Hypothèse du tableau volé de Raoul Ruiz
- 1983 : Premiers Désirs de David Hamilton
- 1985 : Astrolab 22 de Pierre Sisser (série télévisée)